# Мерфи, Эрик
Эрик Мерфи(англ. Erik Murphy; родился 26 октября 1990 года в Лионе, Франция) — американский и финский профессиональный баскетболист, играющий на позиции тяжёлого форварда за баскетбольный клуб «Фукусима Файрбондз».

## Школьные годы
Эрик играл за школу Святого Марка (штат Массачусетс).

## Карьера в колледже
Эрик поступил в университет Флориды и играл за баскетбольную команду «Флорида Гейторс»

## Профессиональная карьера
Команда «Чикаго Буллз» выбрала Эрика во 2 раунде драфта 2013 года под 49 пиком. Потом «Чикаго Буллз» подписали с ним контракт и с ещё одним новичком Тони Снеллом, выбранным под 20 пиком.
3 апреля 2014 года «Буллз» отчислили его, а 5 апреля он подписал контракт с командой «Юта Джаз».

## Статистика

### Статистика в НБА
| Сезон                                                                                    | Команда | Регулярный сезон | Регулярный сезон | Регулярный сезон | Регулярный сезон | Регулярный сезон | Регулярный сезон | Регулярный сезон | Регулярный сезон | Регулярный сезон | Регулярный сезон | Регулярный сезон | Серия плей-офф | Серия плей-офф | Серия плей-офф | Серия плей-офф | Серия плей-офф | Серия плей-офф | Серия плей-офф | Серия плей-офф | Серия плей-офф | Серия плей-офф | Серия плей-офф |
| Сезон                                                                                    | Команда | GP               | GS               | MPG              | FG%              | 3P%              | FT%              | RPG              | APG              | SPG              | BPG              | PPG              | GP             | GS             | MPG            | FG%            | 3P%            | FT%            | RPG            | APG            | SPG            | BPG            | PPG            |
| ---------------------------------------------------------------------------------------- | ------- | ---------------- | ---------------- | ---------------- | ---------------- | ---------------- | ---------------- | ---------------- | ---------------- | ---------------- | ---------------- | ---------------- | -------------- | -------------- | -------------- | -------------- | -------------- | -------------- | -------------- | -------------- | -------------- | -------------- | -------------- |
| 2013/14                                                                                  | Чикаго  | 24               | 0                | 2,6              | 23,1             | 0,0              | 0,0              | 0,3              | 0,1              | 0,0              | 0,2              | 0,3              | Не участвовал  | Не участвовал  | Не участвовал  | Не участвовал  | Не участвовал  | Не участвовал  | Не участвовал  | Не участвовал  | Не участвовал  | Не участвовал  | Не участвовал  |
|                                                                                          | Всего   | 24               | 0                | 2,6              | 23,1             | 0,0              | 0,0              | 0,3              | 0,1              | 0,0              | 0,2              | 0,3              | Не участвовал  | Не участвовал  | Не участвовал  | Не участвовал  | Не участвовал  | Не участвовал  | Не участвовал  | Не участвовал  | Не участвовал  | Не участвовал  | Не участвовал  |
| Наведите курсор мыши на аббревиатуры в заголовке таблицы, чтобы прочесть их расшифровку. |         |                  |                  |                  |                  |                  |                  |                  |                  |                  |                  |                  |                |                |                |                |                |                |                |                |                |                |                |

### Статистика в Д-Лиге
| Сезон                                                                                    | Команда | Регулярный сезон | Регулярный сезон | Регулярный сезон | Регулярный сезон | Регулярный сезон | Регулярный сезон | Регулярный сезон | Регулярный сезон | Регулярный сезон | Регулярный сезон | Регулярный сезон | Серия плей-офф | Серия плей-офф | Серия плей-офф | Серия плей-офф | Серия плей-офф | Серия плей-офф | Серия плей-офф | Серия плей-офф | Серия плей-офф | Серия плей-офф | Серия плей-офф |
| Сезон                                                                                    | Команда | GP               | GS               | MPG              | FG%              | 3P%              | FT%              | RPG              | APG              | SPG              | BPG              | PPG              | GP             | GS             | MPG            | FG%            | 3P%            | FT%            | RPG            | APG            | SPG            | BPG            | PPG            |
| ---------------------------------------------------------------------------------------- | ------- | ---------------- | ---------------- | ---------------- | ---------------- | ---------------- | ---------------- | ---------------- | ---------------- | ---------------- | ---------------- | ---------------- | -------------- | -------------- | -------------- | -------------- | -------------- | -------------- | -------------- | -------------- | -------------- | -------------- | -------------- |
| 2014/15                                                                                  | Остин   | 49               | 26               | 22,7             | 47,9             | 37,8             | 69,3             | 5,6              | 1,6              | 0,6              | 0,9              | 11,8             | 6              | 3              | 20,2           | 50,9           | 57,9           | 71,4           | 5,6            | 2,0            | 0,7            | 1,0            | 12,5           |
|                                                                                          | Всего   | 49               | 26               | 22,7             | 47,9             | 37,8             | 69,3             | 5,6              | 1,6              | 0,6              | 0,9              | 11,8             | 6              | 3              | 20,2           | 50,9           | 57,9           | 71,4           | 5,6            | 2,0            | 0,7            | 1,0            | 12,5           |
| Наведите курсор мыши на аббревиатуры в заголовке таблицы, чтобы прочесть их расшифровку. |         |                  |                  |                  |                  |                  |                  |                  |                  |                  |                  |                  |                |                |                |                |                |                |                |                |                |                |                |

### Статистика в колледже
| Сезон                                                                                   | Команда | GP  | GS | MPG  | FG%  | 3P%  | FT%  | RPG | APG | SPG | BPG | PPG  |  |
| --------------------------------------------------------------------------------------- | ------- | --- | -- | ---- | ---- | ---- | ---- | --- | --- | --- | --- | ---- |  |
| 2009/10                                                                                 | Флорида | 33  | 0  | 9,1  | 60,0 | 0,0  | 63,3 | 2,4 | 0,2 | 0,4 | 0,2 | 3,5  |  |
| 2010/11                                                                                 | Флорида | 33  | 1  | 10,7 | 51,4 | 40,0 | 75,0 | 2,3 | 0,2 | 0,2 | 0,5 | 4,3  |  |
| 2011/12                                                                                 | Флорида | 34  | 31 | 25,9 | 48,7 | 42,4 | 81,4 | 4,5 | 0,9 | 0,5 | 1,1 | 10,5 |  |
| 2012/13                                                                                 | Флорида | 36  | 34 | 26,4 | 51,6 | 45,3 | 78,4 | 5,5 | 1,4 | 0,6 | 0,7 | 12,2 |  |
|                                                                                         | Всего   | 136 | 66 | 18,3 | 51,4 | 43,6 | 75,7 | 3,7 | 0,7 | 0,4 | 0,6 | 7,7  |  |
| Наведите курсор мыши на аббревиатуры в заголовке таблицы, чтобы прочесть их расшифровку |         |     |    |      |      |      |      |     |     |     |     |      |  |

## Личная жизнь
Отец Эрика Джей Мёрфи играл в НБА, его мать играла за женскую сборную Финляндии по баскетболу в 1988—1994 годах.